# Elisabeth Piirainen
Elisabeth Piirainen, nacida Dörrie (Hannover, 1943,  † 29 de diciembre de 2017), fue una lingüista alemana y filóloga. Después de estudiar lingüística (incluyendo lengua alemana y neerlandés) en Múnich, Ámsterdam y Helsinki, se doctoró en 1970 por la Universidad de Múnich. Después trabajó como editora de alemán en la Universidad de Jyväskylä, en Finlandia central. En 1963 conoció al investigador finlandés de lengua alemana, Ilpo Tapani Piirainen, con el que se casó en 1967. Desde 1975 estuvo al frente de varios proyectos relacionados con la filología del bajo alemán. Del 2006 a 2010 fue miembro del Comité Científico de la Sociedad Europea de Fraseología (Europhras). Ha sido una activa investigadora en fraseología, con un amplio alcance europeo. Cincuenta de sus publicaciones paremiológicas han sido recogidas por Wolfgang Mieder en su bibliografía en dos volúmenes sobre paremiología y fraseología.
Tras su jubilación vivió en Steinfurt, Alemania, desde donde mantuvo hasta el último momento una activa vida académica. Murió repentinamente el 29 de diciembre de 2017.

## Premios
- 1967 Förderpreis für Westfälische Landeskunde.[3]
- 2001 el John Sass Award para su Phraseologie der westmünsterländischen Mundart (2 volúmenes).[4]

## Publicaciones
- Bessmoders Tied mundartliches Lesebuch, 1987, ISBN 3-926627-00-X *Wörterbuch der westmünsterländischen Mundart. Heimatverein Vreden, 1992, ISBN 3-926627-09-3
- Phraseologie der westmünsterländischen Mundart. Teil 1 und 2. (Lexikon der westmünsterländischen Redensarten), 2000 ISBN 3-926627-00-X
- Symbole in Sprache und Kultur (with Dmitrij O. Dobrovolʹskij), Bochum Brockmeyer, 1997, ISBN 3-8196-0487-1  *Phraseologie in Raum und Zeit. Schneider-Verl. Hohengehren, 2002, ISBN 3-89676-542-6
- Europeanism, internationalism or something else? Proposal for a cross-linguistic and cross-cultural research project on widespread idioms in Europe and beyond. Hermes, Journal of Linguistics 35:45-75, 2005.
- Figurative Language. Cross-cultural and Cross-linguistic Perspective (with Dmitrij O. Dobrovolʹskij), Ámsterdam: Elsevier, 2005, ISBN 0-08-043870-9
- Zur Theorie der Phraseologie (con Dmitrij O. Dobrovolʹskij), Tübingen Stauffenburg-Verlag, 2009, ISBN 978-3-86057-179-8
- Endangered Metaphors (with Anna E. Idström), Amsterdam/Philadelphia, John Benjamins, 2012, ISBN 978-90-272-0405-9
- Widespread Idioms in Europe and Beyond. Toward a Lexicon of Common Figurative Units. New York: Peter Lang, 2012, ISBN 978-1-4331-0579-1